# Der Stürmer

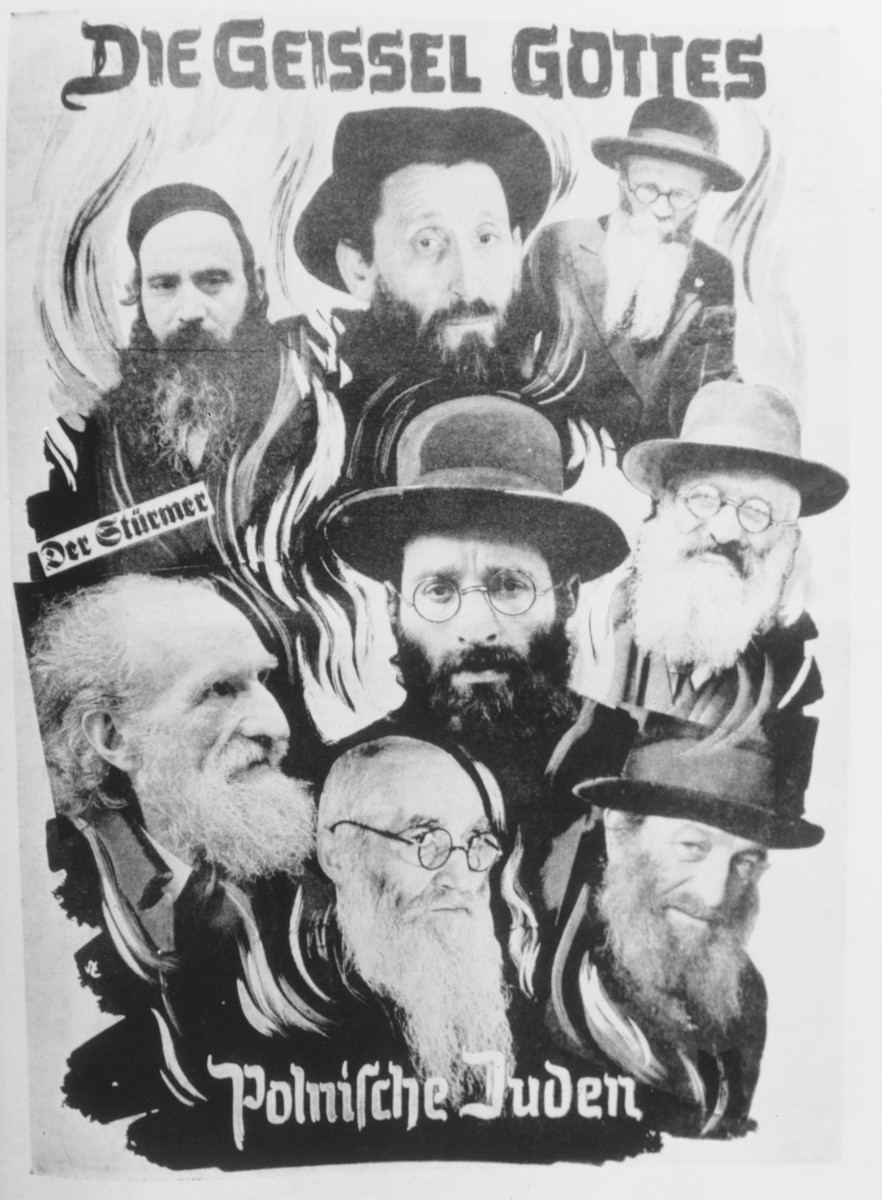
Antysemicka ilustracja w „Der Stürmer” (1939), oskarżająca polskich Żydów że są biczem bożym, przedstawiona jako dowód na procesie norymberskim

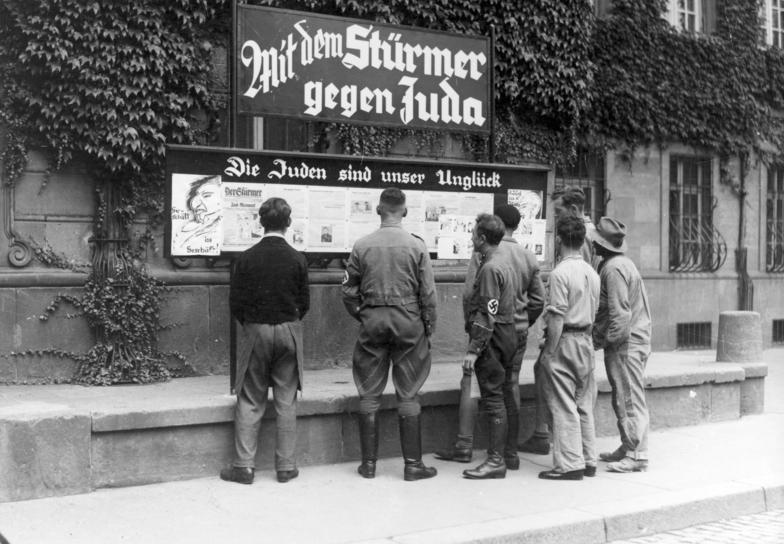
Niemieccy obywatele czytający „Stürmera” (Wormacja, 1933)

Członek Sturmabteilung (SA) z tygodnikiem „Der Stürmer” w dłoni (Norymberga, 1935). Na stronie tytułowej tego wydania napisano: „Mordercy od początku. Światowy bolszewizm żydowski od Mojżesza do Kominternu”

Der Stürmer (w dosłownym tłumaczeniu: Szturmowiec bądź Napastnik) – niemiecki tygodnik polityczny, związany z Narodowosocjalistyczną Niemiecką Partią Robotników (NSDAP). Wydawano go w latach 1923–1945 (do końca II wojny światowej). Redaktorem naczelnym gazety był Julius Streicher, a w okresie jego uwięzienia od września 1926 do maja 1927 roku Hans Dietrich. W okresie działalności tygodnika występowały krótkie przerwy wydawnicze, związane z trudnościami prawnymi (zamykanie pisma z powodu naruszenia prawa).
Magazyn stanowił kluczowy mechanizm w narodowosocjalistycznej maszynerii propagandowej. Miał zaciekły, antysemicki charakter. W przeciwieństwie do „Völkischer Beobachter” (Obserwatora Ludowego), oficjalnego organu prasowego NSDAP, który przynajmniej stwarzał pozory poważnego magazynu, „Der Stürmer” przejawiał czysto tabloidowy styl. Obfitował w obsceniczne materiały, takie jak antysemickie karykatury oraz propagandowe oskarżanie Żydów o rzekome dokonywanie mordów rytualnych. Poza tym głosił treści antyklerykalne, antykapitalistyczne i „antyreakcyjne”.

## Rasistowskie karykatury
W ramach swojej działalności propagandowej, Streicher przytaczał stare mity ze średniowiecza, głoszące na przykład, że Żydzi składali ofiary z dzieci i pili ich krew. Oskarżeniom towarzyszyły antysemickie karykatury. „Der Stürmer” zawierał rysunki, przedstawiające Żydów jako oszpecone postacie z wyostrzonymi rysami twarzy i posiadające zniekształcone ciała. Do najpopularniejszych rysowników antysemickich należał Philipp Rupprecht, tworzący pod pseudonimem Fips, autor ataków łączących wizerunek „Żyda-kapitalisty” z wizerunkiem „Żyda-komunisty” i tym podobnych. Na dole strony tytułowej pisma drukowano motto: Die Juden sind unser Unglück! (Żydzi są naszym nieszczęściem!). Hasło to zaczerpnięto z wypowiedzi XIX-wiecznego nacjonalistycznego historyka, Heinricha von Treitschkego, który był zwolennikiem antysemityzmu. W podtytule gazety widniało natomiast hasło: Deutsches Wochenblatt zum Kampfe um die Wahrheit (Niemiecki Tygodnik w Walce o Prawdę).

## Nakład
Większość czytelników pisma stanowili ludzie młodzi oraz osoby kwalifikujące się do najniższej warstwy niemieckiego społeczeństwa. Egzemplarze gazety „Der Stürmer” wystawiano w gablotach przy najbardziej uczęszczanych ulicach na terenie całej Rzeszy. W roku 1927 osiągnięto sprzedaż w wysokości 27 tysięcy egzemplarzy tygodniowo. Do roku 1935 nakład wzrósł do blisko 480 tysięcy egzemplarzy. Do 1933 roku pismo było jednak poza Frankonią nieznane, a ponadto „epatowanie lubieżnością” było potępiane także w NSDAP.
W czasie II wojny światowej nakład gazety znacznie spadł ze względu na deficyt papieru, a także z powodu wygnania Streichera z Norymbergi za korupcję. Znacznie bardziej drastycznym powodem spadku popularności gazety był fakt, że główny cel jej ataków – Żydzi, zaczęli znikać z codziennego życia Niemców. Niemniej jednak Adolf Hitler nalegał, by nadal wspierać wydawanie „Stürmera”.

## Postawy nazistów wobec pisma
Hermann Göring zakazał wydawania „Stürmera” we wszystkich podległych mu okręgach. Baldur von Schirach (przywódca Hitlerjugend) wykreślił magazyn z listy dozwolonych „pomocy dydaktycznych” w ośrodkach należących do organizacji. Prezentowane w „Der Stürmer” treści nawet Joseph Goebbels określił jako zwyczajną pornografię, a niektórzy gauleiterzy utrudniali kolportaż na podlegających im obszarach. W 1935 roku Hitler na krótki czas zakazał wydawania pisma.

Inni wyżsi urzędnicy, włącznie z Heinrichem Himmlerem (Reichsführerem-SS), Robertem Leyem (przywódcą Niemieckiego Frontu Pracy) oraz Maxem Amannem (prezesem Izby Prasy Rzeszy, a zarazem właścicielem Zentral Verlag (Głównego Wydawnictwa), obejmującego w 1942 roku 80% prasy niemieckiej), popierali wydawanie pisma. Ich poglądy i oświadczenia często drukowano bowiem w „Der Stürmer”. Albert Forster, gauleiter (przywódca oddziału terenowego NSDAP) w Gdańsku, w roku 1937 napisał: 

Z przyjemnością mogę powiedzieć, że „Der Stürmer”, w sposób prosty, ale lepszy niż jakakolwiek codzienna bądź cotygodniowa gazeta, wyjaśnił społeczeństwu zagrożenie ze strony żydostwa. Bez Juliusa Streichera i jego „Szturmowca” większość obywateli nie dostrzegałaby potrzeby rozwiązania kwestii żydowskiej. Dlatego można żywić nadzieję, że ludzie, którzy chcą poznać rzetelną prawdę o kwestii żydowskiej powinni czytać „Der Stürmera”.

 

Hitler uważał, że „prymitywne metody” Streichera skutecznie wywierają wpływ na niższe warstwy społeczne. Jeden z wyższych polityków narodowosocjalistycznych powiedział w połowie lat 30. XX wieku: 

Antysemityzm był bez wątpienia najważniejszą bronią w jego [Hitlera] propagandowym arsenale i prawie wszędzie osiągał on zabójczą skuteczność. Dlatego właśnie ludziom takim jak Streicher dano wolną rękę. Poza tym jego artykuły były zabawne i błyskotliwie napisane. [Hitler] zastanawiał się, skąd Streicher stale czerpał inspirację do nowych paszkwili; z niecierpliwością czekał na każde nowe wydanie Stürmera. Był to jedyny periodyk, który [Hitler] czytywał z przyjemnością od deski do deski.

W 1940 roku dziennik „Der Stürmer” ogłosił, że Edda Göring została poczęta przez sztuczne unasienianie i nie jest córką marszałka Rzeszy. W ostateczności Juliusa Streichera pozbawiono partyjnych stanowisk.
Po wojnie Streichera sądzono w ramach procesów norymberskich o zbrodnie przeciwko ludzkości. Jego udział w akcie ludobójstwa polegał na podżeganiu Niemców do eksterminacji ludności żydowskiej. Działalność wydawnicza Streichera stanowiła główny dowód jego winy. Uznano go winnym postawionych zarzutów i wydano na niego wyrok śmierci przez powieszenie. Wyrok wykonano w więzieniu w Norymberdze.